# Melario
Il melario è una cassetta senza fondo né coperchio, quadrata o rettangolare, i cui lati hanno le stesse dimensioni dell'arnia.
Il melario si pone dentro l'arnia fra la camera di covata e la soffitta coprifavo; e nel periodo della produzione del miele   è destinato a contenere i favi in cui le api depositano il miele. Quindi l'uso del melario è quello di incrementare la capacità dell'arnia stessa, aumentando lo spazio a disposizione.
Per la raccolta del miele dal melario, ai favi vengono tolti gli opercoli e si centrifugano in uno smielatore, infine si rimette il melario con i favi puliti nell'arnia. i favi del melario sono più piccoli, circa metà dell'altezza, rispetto ai favi di covata.